# Małgorzata Garnczarska
Małgorzata Garnczarska – polska biolog, prof. dr hab. nauk biologicznych, profesor nadzwyczajny Instytutu Biologii Eksperymentalnej i prodziekan Wydziału Biologii Uniwersytetu im. Adama Mickiewicza w Poznaniu.

## Życiorys
21 czerwca 1996 obroniła pracę doktorską Charakterystyka cytoplazmatycznej dehydrogenazy jabłczanowej i rola tego enzymu w regulacji szlaku anaplerotycznego w łubinie żółtym, 13 marca 2009 habilitowała się na podstawie oceny dorobku naukowego i pracy zatytułowanej Warunki tlenowe i uwodnienie tkanek jako czynniki modulujące układ antyoksydacyjny w kiełkujących nasionach roślin motylkowatych.
Objęła funkcję profesora nadzwyczajnego w Instytucie Biologii Eksperymentalnej i prodziekana na Wydziale Biologii Uniwersytetu im. Adama Mickiewicza w Poznaniu.

## Publikacje
- 2004: Re-aeration-induced oxidative stress and antioxidative defenses in hypoxically pretreated lupine roots[1]
- 2006: Rola reaktywnych form tlenu w procesie rozwoju i kiełkowania nasion[1]
- 2008: A comparative study of water distribution and dehydrin protein localization in maturing pea seeds[1]
- 2008: Differential response of antioxidative enzymes in embryonic axes and cotyledons of germinating lupine seeds[1]
- 2009: Ability of lupine seeds to germinate and tolerate desiccation as related to changes in free radial level and antioxidants in freshly harvested seeds[1]